# Jimmy Armfield
Jimmy Armfield, all'anagrafe James Christopher Armfield (Denton, 21 settembre 1935 – Blackpool, 22 gennaio 2018), è stato un calciatore e allenatore di calcio inglese, di ruolo difensore. Campione del Mondo con l'Inghilterra nel 1966.

## Biografia
Armfield è nato da Christopher e Doris Armfield. Poco dopo essere nato a Denton, nella periferia di Manchester, si trasferisce a Blackpool durante la seconda guerra mondiale, che rimarrà a lungo la sua casa. Dopo aver terminato gli studi alla Arnold School di Blackpool e ottenuto il diploma di scuola superiore, entra a far parte del Blackpool all'età di 17 anni.

## Carriera

### Giocatore

#### Club
Dopo il suo trasferimento a Blackpool, venne notato in una partita al Bloomfield Road dal manager del Blackpool che, impressionato, gli offrì prima un periodo di prova e poi un contratto. Il 27 dicembre del 1954, Armfield fece il suo debutto nel Blackpool contro il Portsmouth. Nel 1959, Armfield venne proclamato Giovane dell'Anno. Nei suoi diciassette anni passati al Blackpool ebbe solo piccoli successi, tranne che la promozione in Prima Divisione avvenuta nel biennio 1969-1970. Giocò la sua ultima partita per il Blackpool il 1º maggio 1971, contro il Manchester United al Bloomfield Road. detiene attualmente il record di presenze del club (627 partite totali) e dal 2011 una sua statua è stata eretta in suo onore all'esterno dello stadio di Blackpool.

#### Nazionale
Armfield giocò 43 partite per la Nazionale Inglese tra il 1959 e il 1966, e fu capitano per quindici volte. fece il suo debutto internazionale il 13 maggio 1959, contro il Brasile di fronte a oltre 120,000 tifosi. Partecipò alla Coppa del Mondo del 1962, giocata in Cile. Prese parte anche alla spedizione che vinse nel 1966 la Coppa del Mondo, ma saltò tutti gli incontri a causa di un grave infortunio.

### Allenatore
Non molto dopo aver appeso le scarpe al chiodo, Armfield divenne allenatore del Bolton Wanderers. Allenò anche il Leeds United, portandolo alla finale della Coppa dei Campioni nel 1975.

### Dopo il secondo ritiro
Dopo l'esonero dal Leeds, Armfield decise di lavorare in radio. È stato commentatore calcistico della BBC Radio Five Live. Nel 2000 fu insignito del titolo della medaglia dell'Ordine dell'Impero Britannico.

## Statistiche

### Cronologia presenze e reti in nazionale
| Cronologia completa delle presenze e delle reti in nazionale ― Inghilterra | Cronologia completa delle presenze e delle reti in nazionale ― Inghilterra | Cronologia completa delle presenze e delle reti in nazionale ― Inghilterra | Cronologia completa delle presenze e delle reti in nazionale ― Inghilterra | Cronologia completa delle presenze e delle reti in nazionale ― Inghilterra | Cronologia completa delle presenze e delle reti in nazionale ― Inghilterra | Cronologia completa delle presenze e delle reti in nazionale ― Inghilterra | Cronologia completa delle presenze e delle reti in nazionale ― Inghilterra |
| Data                                                                       | Città                                                                      | In casa                                                                    | Risultato                                                                  | Ospiti                                                                     | Competizione                                                               | Reti                                                                       | Note                                                                       |
| -------------------------------------------------------------------------- | -------------------------------------------------------------------------- | -------------------------------------------------------------------------- | -------------------------------------------------------------------------- | -------------------------------------------------------------------------- | -------------------------------------------------------------------------- | -------------------------------------------------------------------------- | -------------------------------------------------------------------------- |
| 13-5-1959                                                                  | Rio de Janeiro                                                             | Brasile                                                                    | 2 – 0                                                                      | Inghilterra                                                                | Amichevole                                                                 | -                                                                          |                                                                            |
| 17-5-1959                                                                  | Lima                                                                       | Perù                                                                       | 4 – 1                                                                      | Inghilterra                                                                | Amichevole                                                                 | -                                                                          |                                                                            |
| 24-5-1959                                                                  | Città del Messico                                                          | Messico                                                                    | 2 – 1                                                                      | Inghilterra                                                                | Amichevole                                                                 | -                                                                          |                                                                            |
| 28-5-1959                                                                  | Los Angeles                                                                | Stati Uniti                                                                | 1 – 8                                                                      | Inghilterra                                                                | Amichevole                                                                 | -                                                                          |                                                                            |
| 9-4-1960                                                                   | Glasgow                                                                    | Scozia                                                                     | 1 – 1                                                                      | Inghilterra                                                                | Torneo Interbritannico 1959                                                | -                                                                          |                                                                            |
| 11-5-1960                                                                  | Londra                                                                     | Inghilterra                                                                | 3 – 3                                                                      | Jugoslavia                                                                 | Amichevole                                                                 | -                                                                          |                                                                            |
| 15-5-1960                                                                  | Madrid                                                                     | Spagna                                                                     | 3 – 0                                                                      | Inghilterra                                                                | Amichevole                                                                 | -                                                                          |                                                                            |
| 22-5-1960                                                                  | Budapest                                                                   | Ungheria                                                                   | 2 – 0                                                                      | Inghilterra                                                                | Amichevole                                                                 | -                                                                          |                                                                            |
| 8-10-1960                                                                  | Belfast                                                                    | Irlanda del Nord                                                           | 2 – 5                                                                      | Inghilterra                                                                | Torneo Interbritannico 1960                                                | -                                                                          |                                                                            |
| 19-10-1960                                                                 | Lussemburgo                                                                | Lussemburgo                                                                | 0 – 9                                                                      | Inghilterra                                                                | Qual. Mondiali 1962                                                        | -                                                                          |                                                                            |
| 26-10-1960                                                                 | Londra                                                                     | Inghilterra                                                                | 4 – 2                                                                      | Spagna                                                                     | Amichevole                                                                 | -                                                                          |                                                                            |
| 23-11-1960                                                                 | Londra                                                                     | Inghilterra                                                                | 5 – 1                                                                      | Galles                                                                     | Torneo Interbritannico 1960                                                | -                                                                          |                                                                            |
| 15-4-1961                                                                  | Londra                                                                     | Inghilterra                                                                | 9 – 3                                                                      | Scozia                                                                     | Torneo Interbritannico 1960                                                | -                                                                          |                                                                            |
| 10-5-1961                                                                  | Londra                                                                     | Inghilterra                                                                | 8 – 0                                                                      | Messico                                                                    | Amichevole                                                                 | -                                                                          |                                                                            |
| 21-5-1961                                                                  | Oeiras                                                                     | Portogallo                                                                 | 1 – 1                                                                      | Inghilterra                                                                | Qual. Mondiali 1962                                                        | -                                                                          |                                                                            |
| 24-5-1961                                                                  | Roma                                                                       | Italia                                                                     | 2 – 3                                                                      | Inghilterra                                                                | Amichevole                                                                 | -                                                                          |                                                                            |
| 27-5-1961                                                                  | Vienna                                                                     | Austria                                                                    | 3 – 1                                                                      | Inghilterra                                                                | Amichevole                                                                 | -                                                                          |                                                                            |
| 28-9-1961                                                                  | Londra                                                                     | Inghilterra                                                                | 4 – 1                                                                      | Lussemburgo                                                                | Qual. Mondiali 1962                                                        | -                                                                          | cap.                                                                       |
| 14-10-1961                                                                 | Cardiff                                                                    | Galles                                                                     | 1 – 1                                                                      | Inghilterra                                                                | Torneo Interbritannico 1961                                                | -                                                                          | cap.                                                                       |
| 25-10-1961                                                                 | Londra                                                                     | Inghilterra                                                                | 2 – 0                                                                      | Portogallo                                                                 | Qual. Mondiali 1962                                                        | -                                                                          | cap.                                                                       |
| 22-11-1961                                                                 | Londra                                                                     | Inghilterra                                                                | 1 – 1                                                                      | Irlanda del Nord                                                           | Torneo Interbritannico 1961                                                | -                                                                          | cap.                                                                       |
| 4-4-1962                                                                   | Londra                                                                     | Inghilterra                                                                | 3 – 1                                                                      | Austria                                                                    | Amichevole                                                                 | -                                                                          | cap.                                                                       |
| 14-4-1962                                                                  | Glasgow                                                                    | Scozia                                                                     | 2 – 0                                                                      | Inghilterra                                                                | Torneo Interbritannico 1961                                                | -                                                                          | cap.                                                                       |
| 9-5-1962                                                                   | Londra                                                                     | Inghilterra                                                                | 3 – 1                                                                      | Svizzera                                                                   | Amichevole                                                                 | -                                                                          | cap.                                                                       |
| 20-5-1962                                                                  | Lima                                                                       | Perù                                                                       | 0 – 4                                                                      | Inghilterra                                                                | Amichevole                                                                 | -                                                                          | cap.                                                                       |
| 31-5-1962                                                                  | Rancagua                                                                   | Inghilterra                                                                | 1 – 2                                                                      | Ungheria                                                                   | Mondiali 1962 - 1º turno                                                   | -                                                                          | cap.                                                                       |
| 2-6-1962                                                                   | Rancagua                                                                   | Argentina                                                                  | 1 – 3                                                                      | Inghilterra                                                                | Mondiali 1962 - 1º turno                                                   | -                                                                          | cap.                                                                       |
| 7-6-1962                                                                   | Rancagua                                                                   | Bulgaria                                                                   | 0 – 0                                                                      | Inghilterra                                                                | Mondiali 1962 - 1º turno                                                   | -                                                                          | cap.                                                                       |
| 10-6-1962                                                                  | Viña del Mar                                                               | Brasile                                                                    | 3 – 1                                                                      | Inghilterra                                                                | Mondiali 1962 - Quarti di finale                                           | -                                                                          | cap.                                                                       |
| 3-10-1962                                                                  | Sheffield                                                                  | Inghilterra                                                                | 1 – 1                                                                      | Francia                                                                    | Qual. Euro 1964                                                            | -                                                                          | cap.                                                                       |
| 20-10-1962                                                                 | Belfast                                                                    | Irlanda del Nord                                                           | 1 – 3                                                                      | Inghilterra                                                                | Torneo Interbritannico 1962                                                | -                                                                          | cap.                                                                       |
| 21-11-1962                                                                 | Londra                                                                     | Inghilterra                                                                | 4 – 0                                                                      | Galles                                                                     | Torneo Interbritannico 1962                                                | -                                                                          | cap.                                                                       |
| 27-2-1963                                                                  | Parigi                                                                     | Francia                                                                    | 5 – 2                                                                      | Inghilterra                                                                | Qual. Euro 1964                                                            | -                                                                          | cap.                                                                       |
| 6-4-1963                                                                   | Londra                                                                     | Inghilterra                                                                | 1 – 2                                                                      | Scozia                                                                     | Torneo Interbritannico 1962                                                | -                                                                          | cap.                                                                       |
| 8-5-1963                                                                   | Londra                                                                     | Inghilterra                                                                | 1 – 1                                                                      | Brasile                                                                    | Amichevole                                                                 | -                                                                          | cap.                                                                       |
| 29-5-1963                                                                  | Bratislava                                                                 | Cecoslovacchia                                                             | 2 – 4                                                                      | Inghilterra                                                                | Amichevole                                                                 | -                                                                          | cap.                                                                       |
| 2-6-1963                                                                   | Lipsia                                                                     | Germania Est                                                               | 1 – 2                                                                      | Inghilterra                                                                | Amichevole                                                                 | -                                                                          | cap.                                                                       |
| 5-6-1963                                                                   | Basilea                                                                    | Svizzera                                                                   | 1 – 8                                                                      | Inghilterra                                                                | Amichevole                                                                 | -                                                                          | cap.                                                                       |
| 12-10-1963                                                                 | Cardiff                                                                    | Galles                                                                     | 0 – 4                                                                      | Inghilterra                                                                | Torneo Interbritannico 1963                                                | -                                                                          | cap.                                                                       |
| 23-10-1963                                                                 | Londra                                                                     | Inghilterra                                                                | 2 – 1                                                                      | Resto del Mondo                                                            | Amichevole                                                                 | -                                                                          | cap.                                                                       |
| 20-11-1963                                                                 | Londra                                                                     | Inghilterra                                                                | 8 – 3                                                                      | Irlanda del Nord                                                           | Torneo Interbritannico 1963                                                | -                                                                          | cap.                                                                       |
| 11-4-1964                                                                  | Glasgow                                                                    | Scozia                                                                     | 1 – 0                                                                      | Inghilterra                                                                | Torneo Interbritannico 1963                                                | -                                                                          | cap.                                                                       |
| 4-5-1966                                                                   | Londra                                                                     | Inghilterra                                                                | 2 – 0                                                                      | Jugoslavia                                                                 | Amichevole                                                                 | -                                                                          | cap.                                                                       |
| 26-6-1966                                                                  | Helsinki                                                                   | Finlandia                                                                  | 0 – 3                                                                      | Inghilterra                                                                | Amichevole                                                                 | -                                                                          | cap.                                                                       |
| Totale                                                                     |                                                                            | Presenze                                                                   | 43                                                                         |                                                                            | Reti                                                                       | 0                                                                          |                                                                            |

## Palmarès

### Giocatore

#### Club

##### Competizioni internazionali
- Coppa Anglo-Italiana: 1

Blackpool: 1971

#### Nazionale
- Campionato mondiale: 1

Inghilterra 1966

### Allenatore

#### Competizioni nazionali
- Third Division: 1

Bolton: 1972-1973